# دوشیزه آمریکا
دوشیزه آمریکا یا میس آمریکا (انگلیسی: Miss America) یک مسابقهٔ سالانه است که تمام زنان آمریکایی بین سنین ۱۸ تا ۲۸ ساله می‌توانند در آن شرکت کنند. این مسابقه در سال ۱۹۲۱ با عنوان «نمایش زیباها در لباس شنا» آغاز شد، ولی اکنون شرکت‌کنندگان بر اساس استعدادهای اجرایی و مصاحبه‌ها گزینش و داوری می‌شوند. برندهٔ هر سال به عنوان دوشیزهٔ آمریکا تاج «دوشیزهٔ آمریکا» را بر سر می‌گذارد و سال آینده را به سفر به نقاط مختلف آمریکا می‌گذراند تا در مورد «سکوی علایق خود» (که غالباً مبتنی بر نیکوکاری و خیر عامه است) را تبلیغ کند و در نهایت تاج را بر سر برندهٔ بعدی می‌گذارد.
دوشیزه آمریکا حال مدیسون مارش از کلرادو است.

## مجریان

### کنونی
- لورا راتلج: ۲۰۲۳—کنون

### سابق
- کریس هریسون: ۲۰۰۴–۲۰۰۵, ۲۰۱۱–۲۰۱۸[۱][۲][۳][۴]
- Sage Steele: ۲۰۱۷–۲۰۱۸[۴]
- بروک برک: ۲۰۱۱–۲۰۱۳, ۲۰۱۶[۱][۵]
- Lara Spencer: ۲۰۱۴–۲۰۱۵[۲][۳]
- ماریو لوپز: ۲۰۰۷, ۲۰۰۹–۲۰۱۰[۶][۷]
- مارک استاینز: ۲۰۰۸[۸]
- جیمز دنتون: ۲۰۰۶[۸]
- تام برجران: ۲۰۰۳[۸]
- وین بردی: ۲۰۰۲[۸]
- تونی دنزا: ۲۰۰۱[۸]
- دنی آزمند و ماری آزموند: ۱۹۹۹–۲۰۰۰[۸] (معروف به "Donny & Marie")
- Boomer Esiason و مریدیت ویرا: ۱۹۹۸[۸]
- اوا لاریو و جان کالاهان: ۱۹۹۷[۸]
- ریجیس فیلبین: ۱۹۹۶[۸]
- Regis Philbin و کتی لی جیفورد: ۱۹۹۱–۱۹۹۵[۸] (معروف به "Regis and Kathie Lee")
- Phyllis George: ۱۹۸۹–۱۹۹۰[۸]
- گری کالینز (هنرپیشه): ۱۹۸۲–۱۹۹۰[۸]
- ران ایلی: ۱۹۸۰–۱۹۸۱[۸]
- Bert Parks: ۱۹۵۵–۱۹۷۹[۹]
- Bob Russell: ۱۹۴۰–۱۹۵۴[۱۰]

## برندگان
| ۱۹۲۱ | مارگارت گورمن †         | واشینگتن، دی.سی. | آتلانتیک سیتی، نیوجرسی | ۱۶         | کسب عنوان زیباترین دختر حمام کننده در آمریکا (مسابقه به نام "دوشیزه آمریکاً در سال ۱۹۲۲ تغییر نام داد)                                            |            |            |            |
| ۱۹۲۲ | مری کاترین کمبل †       | اوهایو           | آتلانتیک سیتی، نیوجرسی | ۱۶         | تنها شرکت کننده ای که دوبار برندهٔ شد و همچنین کسب مقام دوم در سال ۱۹۲۴                                                                           |            |            |            |
| ۱۹۲۳ | مری کاترین کمبل         | اوهایو           | آتلانتیک سیتی، نیوجرسی | ۱۷         | |            |            |            |
| ۱۹۲۴ | روث مالکومسون †         | پنسیلوانیا       | آتلانتیک سیتی، نیوجرسی | ۱۸         | |            |            |            |
| ۱۹۲۵ | فی لنفیر †              | کالیفرنیا        | آتلانتیک سیتی، نیوجرسی | ۱۹         | |            |            |            |
| ۱۹۲۶ | نورما اسمال وود †       | اکلاهما          | آتلانتیک سیتی، نیوجرسی | ۱۸         | |            |            |            |
| ۱۹۲۷ | لوئیس دلاندر †          | ایلینوی          | آتلانتیک سیتی، نیوجرسی | ۱۷         | |            |            |            |
| ۱۹۲۸ | برگزار نشد              | برگزار نشد       | برگزار نشد             | برگزار نشد | برگزار نشد | برگزار نشد | برگزار نشد | برگزار نشد |
| ۱۹۲۹ | برگزار نشد              | برگزار نشد       | برگزار نشد             | برگزار نشد | برگزار نشد | برگزار نشد | برگزار نشد | برگزار نشد |
| ۱۹۳۰ | برگزار نشد              | برگزار نشد       | برگزار نشد             | برگزار نشد | برگزار نشد | برگزار نشد | برگزار نشد | برگزار نشد |
| ۱۹۳۱ | برگزار نشد              | برگزار نشد       | برگزار نشد             | برگزار نشد | برگزار نشد | برگزار نشد | برگزار نشد | برگزار نشد |
| ۱۹۳۲ | برگزار نشد              | برگزار نشد       | برگزار نشد             | برگزار نشد | برگزار نشد | برگزار نشد | برگزار نشد | برگزار نشد |
| ۱۹۳۳ | ماریان برگرون †         | کنتیکت           | آتلانتیک سیتی، نیوجرسی | ۱۵         | جوان‌ترین برنده از آنجایی که در سال ۱۹۳۴ هیچ مسابقه ای برگزار نشد، به مدت دو سال این عنوان را در اختیار داشت                                      |            |            |            |
| ۱۹۳۴ | برگزار نشد              | برگزار نشد       | برگزار نشد             | برگزار نشد | برگزار نشد |            |            |            |
| ۱۹۳۵ | هنریتا لیور †           | پنسیلوانیا       | آتلانتیک سیتی، نیوجرسی | ۱۷         | |            |            |            |
| ۱۹۳۶ | رز کویل †               | پنسیلوانیا       | آتلانتیک سیتی، نیوجرسی | ۲۲         | |            |            |            |
| ۱۹۳۷ | بت کوپر †               | نیوجرسی          | آتلانتیک سیتی، نیوجرسی | ۱۷         | |            |            |            |
| ۱۹۳۸ | مرلین مسکه †            | اوهایو           | آتلانتیک سیتی، نیوجرسی | ۲۱         | دو بار عنوان دوشیزه اوهایو (۱۹۳۱ و ۱۹۳۸) را به خود اختصاص داد                                                                                    |            |            |            |
| ۱۹۳۹ | پاتریشیا دانلی †        | میشیگان          | آتلانتیک سیتی، نیوجرسی | ۱۹         | |            |            |            |
| ۱۹۴۰ | فرانسیس ماری بورک †     | پنسیلوانیا       | آتلانتیک سیتی، نیوجرسی | ۱۹         | |            |            |            |
| ۱۹۴۱ | رزماری لاپلانچ †        | کالیفرنیا        | آتلانتیک سیتی، نیوجرسی | ۱۸         | همچنین در دوشیزه آمریکا ۱۹۴۰ نایب قهرمان اول شد                                                                                                  |            |            |            |
| ۱۹۴۲ | جو-کارول دنیسون †       | تگزاس            | آتلانتیک سیتی، نیوجرسی | ۱۸         | |            |            |            |
| ۱۹۴۳ | ژان بارتل †             | کالیفرنیا        | آتلانتیک سیتی، نیوجرسی | ۱۹         | |            |            |            |
| ۱۹۴۴ | ونوس رامی †             | واشینگتن، دی.سی. | آتلانتیک سیتی، نیوجرسی | ۱۹         | |            |            |            |
| ۱۹۴۵ | بس مایرسون †            | نیویورک          | آتلانتیک سیتی، نیوجرسی | ۲۱         | اولین دوشیزه آمریکا یهودی-آمریکایی اولین دوشیزه آمریکا از نیویورک                                                                                |            |            |            |
| ۱۹۴۶ | ماریلین بوفرد †         | کالیفرنیا        | آتلانتیک سیتی، نیوجرسی | ۲۱         | |            |            |            |
| ۱۹۴۷ | باربارا جو واکر †       | تنسی             | آتلانتیک سیتی، نیوجرسی | ۲۱         | |            |            |            |
| ۱۹۴۸ | بیبی شاپ †              | مینه‌سوتا         | آتلانتیک سیتی، نیوجرسی | ۱۸         | |            |            |            |
| ۱۹۴۹ | ژاک مرسر †              | آریزونا          | آتلانتیک سیتی، نیوجرسی | ۱۸         | |            |            |            |
| ۱۹۵۱ | یولانده فاکس †          | آلاباما          | آتلانتیک سیتی، نیوجرسی | ۲۱         | جرقه ایجاد مسابقات ملکه زیبایی ایالات متحده آمریکا و دوشیزه جهان                                                                                 |            |            |            |
| ۱۹۵۲ | کالین کی هاچینز †       | یوتا             | آتلانتیک سیتی، نیوجرسی | ۲۵         | |            |            |            |
| ۱۹۵۳ | نوا جین لنگلی †         | جورجیا           | آتلانتیک سیتی، نیوجرسی | ۲۱         | |            |            |            |
| ۱۹۵۴ | ایولین آی سمپییر †      | پنسیلوانیا       | آتلانتیک سیتی، نیوجرسی | ۲۰         | |            |            |            |
| ۱۹۵۵ | لی مری‌وثر               | کالیفرنیا        | آتلانتیک سیتی، نیوجرسی | ۱۹         | اولین برنده در تلویزیون تاج گذاری شد بازیگر فیلم بتمن و سریال Barnaby Jones                                                                      |            |            |            |
| ۱۹۵۶ | شارون ریچی              | کلرادو           | آتلانتیک سیتی، نیوجرسی | ۱۸         | |            |            |            |
| ۱۹۵۷ | ماریان مک نایت          | کارولینای جنوبی  | آتلانتیک سیتی، نیوجرسی | ۱۹         | |            |            |            |
| ۱۹۵۸ | مرلین ون دربر           | کلرادو           | آتلانتیک سیتی، نیوجرسی | ۲۰         | انتقال از شبکه ABC به CBS |            |            |            |
| ۱۹۵۹ | مری آن موبلی †          | میسیسیپی         | آتلانتیک سیتی، نیوجرسی | ۲۱         | بازیگر در سریال Diff'rent Strokes |            |            |            |
| ۱۹۶۰ | لیندا لی مید            | میسیسیپی         | آتلانتیک سیتی، نیوجرسی | ۲۰         | |            |            |            |
| ۱۹۶۱ | نانسی فلمینگ            | میشیگان          | آتلانتیک سیتی، نیوجرسی | ۱۸         | |            |            |            |
| ۱۹۶۲ | ماریا فلچر              | کارولینای شمالی  | آتلانتیک سیتی، نیوجرسی | ۱۹         | اولین دوشیزه آمریکا از کارولینای شمالی |            |            |            |
| ۱۹۶۳ | ژاکلین مایر             | اوهایو           | آتلانتیک سیتی، نیوجرسی | ۲۰         | |            |            |            |
| ۱۹۶۴ | دونا آکسوم †            | آرکانزاس         | آتلانتیک سیتی، نیوجرسی | ۲۱         | |            |            |            |
| ۱۹۶۵ | ووندا کی ون دایک        | آریزونا          | آتلانتیک سیتی، نیوجرسی | ۲۱         | اولین برنده دوشیزه آمریکا که جایزه Miss Congeniality را کسب کرد                                                                                  |            |            |            |
| ۱۹۶۶ | دبورا برایانت           | کانزاس           | آتلانتیک سیتی، نیوجرسی | ۱۹         | |            |            |            |
| ۱۹۶۷ | جین آن جیرو             | اکلاهما          | آتلانتیک سیتی، نیوجرسی | ۱۹         | انتقال شبکه به NBC |            |            |            |
| ۱۹۶۸ | دبرا دن بارنز           | کانزاس           | آتلانتیک سیتی، نیوجرسی | ۲۰         | |            |            |            |
| ۱۹۶۹ | جودیت فورد              | ایلینوی          | آتلانتیک سیتی، نیوجرسی | ۱۹         | |            |            |            |
| ۱۹۷۰ | پاملا الدرد †           | میشیگان          | آتلانتیک سیتی، نیوجرسی | ۲۱         | |            |            |            |
| ۱۹۷۱ | فیلیس جورج †            | تگزاس            | آتلانتیک سیتی، نیوجرسی | ۲۱         | گوینده سابق ورزشی در CBS در دهه ۱۹۷۰ و ۱۹۸۰ بانوی اول سابق کنتاکی (۱۹۷۹–۸۳)                                                                      |            |            |            |
| ۱۹۷۲ | لوری لی شفر             | اوهایو           | آتلانتیک سیتی، نیوجرسی | ۲۲         | |            |            |            |
| ۱۹۷۳ | تری میوسن               | ویسکانسین        | آتلانتیک سیتی، نیوجرسی | ۲۳         | اولین دوشیزه آمریکا از ویسکانسین مجری در The 700 Club                                                                                            |            |            |            |
| ۱۹۷۴ | ربکا آن کینگ            | کلرادو           | آتلانتیک سیتی، نیوجرسی | ۲۳         | مادر دوشیزه کلرادو ۲۰۱۱، دیانا درمن |            |            |            |
| ۱۹۷۵ | شرلی کوتران             | تگزاس            | آتلانتیک سیتی، نیوجرسی | ۲۱         | |            |            |            |
| ۱۹۷۶ | تاونی لیتل              | نیویورک          | آتلانتیک سیتی، نیوجرسی | ۱۸         | |            |            |            |
| ۱۹۷۷ | دوروتی بنهام            | مینه‌سوتا         | آتلانتیک سیتی، نیوجرسی | ۲۰         | در Jerome Robbins' Broadway ظاهر شد |            |            |            |
| ۱۹۷۸ | سوزان پرکینز            | اوهایو           | آتلانتیک سیتی، نیوجرسی | ۲۳         | انتقال به شبکه CBS |            |            |            |
| ۱۹۷۹ | کایلین بارکر            | ویرجینیا         | آتلانتیک سیتی، نیوجرسی | ۲۲         | انتقال به شبکه NBC |            |            |            |
| ۱۹۸۰ | شریل پریویت             | میسیسیپی         | آتلانتیک سیتی، نیوجرسی | ۲۲         | |            |            |            |
| ۱۹۸۱ | سوزان پاول              | اکلاهما          | آتلانتیک سیتی، نیوجرسی | ۲۱         | |            |            |            |
| ۱۹۸۲ | الیزابت گریسن           | آرکانزاس         | آتلانتیک سیتی، نیوجرسی | ۲۰         | پیش از این National Sweetheart 1981 ادعا کرد زمانی که رئیس‌جمهور آمریکا بیل کلینتون فرماندار آرکانزاس بود با او رابطه کوتاه مدت داشته است         |            |            |            |
| ۱۹۸۳ | دبرا مافت               | کالیفرنیا        | آتلانتیک سیتی، نیوجرسی | ۲۵         | |            |            |            |
| ۱۹۸۴ | ونسا ال. ویلیامز استعفا | نیویورک          | آتلانتیک سیتی، نیوجرسی | ۲۰         | اولین دوشیزه آمریکا افریقایی-آمریکایی در ۲۳ ژوئیه ۱۹۸۴ به دلیل منتشر شدن عکس برهنهٔ خود در مجله پنت‌هاوس استفا داد                                 |            |            |            |
| ۱۹۸۴ | سوزت چارلز جانشین       | نیوجرسی          | آتلانتیک سیتی، نیوجرسی | ۲۱         | کوتاه‌ترین مدت در دوشیزه آمریکا، تنها هفت هفته باقی مانده عنوان را کسب کرد                                                                        |            |            |            |
| ۱۹۸۵ | شارلین ولز هاکس         | یوتا             | آتلانتیک سیتی، نیوجرسی | ۲۰         | اولین دوشیزه آمریکا که در پاراگوئه متولد شد |            |            |            |
| ۱۹۸۶ | سوزان آکین              | میسیسیپی         | آتلانتیک سیتی، نیوجرسی | ۲۱         | |            |            |            |
| ۱۹۸۷ | کلی کش                  | تنسی             | آتلانتیک سیتی، نیوجرسی | ۲۱         | نوهٔ خواننده جانی کش |            |            |            |
| ۱۹۸۸ | کای لنی رائه رافکو      | میشیگان          | آتلانتیک سیتی، نیوجرسی | ۲۴         | |            |            |            |
| ۱۹۸۹ | گرچن کارلسون            | مینه‌سوتا         | آتلانتیک سیتی، نیوجرسی | ۲۲         | مجری سابق فاکس اند فرندز بعداً به عنوان رئیس هیئت مدیره در سازمان دوشیزه آمریکا بود                                                               |            |            |            |
| ۱۹۹۰ | دبی ترنر                | میزوری           | آتلانتیک سیتی، نیوجرسی | ۲۳         | گزارشگر پزشکی و مجری برنامه The Early Show متعلق به شبکه CBS اولین دوشیزه آمریکا از میزوری                                                       |            |            |            |
| ۱۹۹۱ | مارجوری وینسنت          | ایلینوی          | آتلانتیک سیتی، نیوجرسی | ۲۵         | اولین برنده دوشیزه آمریکا از تبار هائیتی بعداً به عنوان رئیس هیئت مدیره در سازمان دوشیزه آمریکا (به مدت ۳ ماه) بود                                |            |            |            |
| ۱۹۹۲ | کارولین سوزان ساپ       | هاوایی           | آتلانتیک سیتی، نیوجرسی | ۲۴         | اولین دوشیزه آمریکا از هاوایی |            |            |            |
| ۱۹۹۳ | لیانزا کورنت †          | فلوریدا          | آتلانتیک سیتی، نیوجرسی | ۲۱         | با خبرنگار و بازیگر Mark Steines ازدواج و بعداً جدا شد                                                                                            |            |            |            |
| ۱۹۹۴ | کیمبرلی کلاریس ایکن     | کارولینای جنوبی  | آتلانتیک سیتی، نیوجرسی | ۱۸         | |            |            |            |
| ۱۹۹۵ | هدر ویتستون             | آلاباما          | آتلانتیک سیتی، نیوجرسی | ۲۱         | اولین دوشیزه آمریکا ناشنوا |            |            |            |
| ۱۹۹۶ | شاونتل اسمیت            | اکلاهما          | آتلانتیک سیتی، نیوجرسی | ۲۴         | |            |            |            |
| ۱۹۹۷ | تارا داون هلند          | کانزاس           | آتلانتیک سیتی، نیوجرسی | ۲۳         | تاجگذاری او در ابتدای فیلم میس سان‌شاین کوچولو به نمایش درآمد                                                                                     |            |            |            |
| ۱۹۹۸ | کاترین شیندل            | ایلینوی          | آتلانتیک سیتی، نیوجرسی | ۲۰         | اجرا موزیک ویدئو Legally Blonde در برادوی رئیس انجمن بازیگران سهامدار بخشی از هیئت مدیره سازمان دوشیزه آمریکا در سال ۲۰۱۸ بود انتقال به شبکه ABC |            |            |            |
| ۱۹۹۹ | نیکول جانسون            | ایلینوی          | آتلانتیک سیتی، نیوجرسی | ۲۴         | حامی آگاهی از دیابت |            |            |            |
| ۲۰۰۰ | هدر فرنچ هنری           | کنتاکی           | آتلانتیک سیتی، نیوجرسی | ۲۴         | اولین دوشیزه آمریکا از کنتاکی |            |            |            |
| ۲۰۰۱ | آنجلا پرز باراکیو       | هاوایی           | آتلانتیک سیتی، نیوجرسی | ۲۴         | اولین دوشیزه آمریکا فیلیپینی-آمریکایی و آسیایی-آمریکایی                                                                                          |            |            |            |
| ۲۰۰۲ | کیتی هارمن              | اورگن            | آتلانتیک سیتی، نیوجرسی | ۲۵         | اولین دوشیزه آمریکا از اورگن |            |            |            |
| ۲۰۰۳ | اریکا هارولد            | ایلینوی          | آتلانتیک سیتی، نیوجرسی | ۲۲         | |            |            |            |
| ۲۰۰۴ | اریکا دونالپ            | فلوریدا          | آتلانتیک سیتی، نیوجرسی | ۲۱         | در مسابقه The Amazing Race 15 همراه با همسرش برایان کلینشمیت در جایگاه سوم قرار گرفت                                                             |            |            |            |
| ۲۰۰۵ | دیدرا داونز             | آلاباما          | آتلانتیک سیتی، نیوجرسی | ۲۴         | اولین دوشیزه آمریکا که ازدواج همجنس‌گرا داشت |            |            |            |
| ۲۰۰۶ | جنیفر بری               | اکلاهما          | آتلانتیک سیتی، نیوجرسی | ۲۲         | انتقال به شبکه CMT |            |            |            |
| ۲۰۰۷ | لورن نلسون              | اکلاهما          | آتلانتیک سیتی، نیوجرسی | ۲۰         | |            |            |            |
| ۲۰۰۸ | کرستن هاگلوند           | میشیگان          | آتلانتیک سیتی، نیوجرسی | ۱۹         | مادربزرگ هاگلوند، آیورا هانت نماینده میشیگان در دوشیزه آمریکا ۱۹۴۴ بود انتقال به شبکه TLC                                                        |            |            |            |
| ۲۰۰۹ | کیتی استام              | ایندیانا         | لاس وگاس، نوادا        | ۲۲         | اولین دوشیزه آمریکا از ایندیانا |            |            |            |
| ۲۰۱۰ | کارسا کامرون            | ویرجینیا         | لاس وگاس، نوادا        | ۲۲         | |            |            |            |
| ۲۰۱۱ | ترزا اسکانلان           | نبراسکا          | لاس وگاس، نوادا        | ۱۷         | جوان‌ترین برنده بعد از سال ۱۹۳۳ اولین دوشیزه آمریکا از نبراسکا انتقال به شبکه ABC                                                                 |            |            |            |
| ۲۰۱۲ | لورا کاپلر              | ویسکانسین        | لاس وگاس، نوادا        | ۲۳         | بخشی از هیئت مدیره سازمان دوشیزه آمریکا در سال ۲۰۱۸ بود                                                                                          |            |            |            |
| ۲۰۱۳ | مالوری هاگان            | نیویورک          | لاس وگاس، نوادا        | ۲۳         | این دومین دوره کوتاه مدت توسط هر دوشیزه آمریکا بود که فقط نه ماه طول کشید                                                                        |            |            |            |
| ۲۰۱۴ | نینا داوالوری           | نیویورک          | لاس وگاس، نوادا        | ۲۴         | اولین دوشیزه آمریکا هندی-آمریکایی اولین رقص بالیوودی در دوشیزه آمریکا                                                                            |            |            |            |
| ۲۰۱۵ | کیرا کازنتسیف           | نیویورک          | آتلانتیک سیتی، نیوجرسی | ۲۳         | |            |            |            |
| ۲۰۱۶ | بتی کانترل              | جورجیا           | آتلانتیک سیتی، نیوجرسی | ۲۱         | |            |            |            |
| ۲۰۱۷ | ساوی شیلدز              | آرکانزاس         | آتلانتیک سیتی، نیوجرسی | ۲۱         | |            |            |            |
| ۲۰۱۸ | کارا موند               | داکوتای شمالی    | آتلانتیک سیتی، نیوجرسی | ۲۳         | اولین دوشیزه آمریکا از داکوتای شمالی |            |            |            |
| ۲۰۱۹ | نیا فرانکلین            | نیویورک          | آتلانتیک سیتی، نیوجرسی | ۲۳         | |            |            |            |
| ۲۰۲۰ | کامیل شریر              | ویرجینیا         | آنکازویل، کنتیکت       | ۲۴         | اولین شرکت کننده ای که نمایش علمی انجام داد و برنده دوشیزه آمریکا شد انتقال شبکه به NBC به مدت دو سال این عنوان را در اختیار داشت                |            |            |            |
| ۲۰۲۱ | برگزار نشد              | برگزار نشد       | برگزار نشد             | برگزار نشد | برگزار نشد |            |            |            |
| ۲۰۲۲ | اما برویلز              | آلاسکا           | آنکازویل، کنتیکت       | ۲۰         | اولین دوشیزه آمریکا از آلاسکا اولین دوشیزه آمریکا کره ای-آمریکایی                                                                                |            |            |            |
| ۲۰۲۳ | گریس استنکه             | ویسکانسین        | آنکازویل، کنتیکت       | ۲۰         | پیش از این، دختر نوجوان برجسته ویسکانسین ۲۰۱۷ بود                                                                                                |            |            |            |
| ۲۰۲۴ | مدیسون مارش             | کلرادو           | اورلاندو، فلوریدا      | ۲۲         | فارغ‌التحصیل آکادمی نیروی هوایی آمریکا اولین افسر فعال و فارغ‌التحصیل آکادمی خدمت سربازی برای رقابت در دوشیزه آمریکا                               |            |            |            |
| ۲۰۲۵ | ابی استاکرد             | آلاباما          | اورلاندو، فلوریدا      | ۲۱         | دانشجوی پرستاری |            |            |            |

## ایالت بر اساس تعداد برد
| ایالت            | عناوین | سال                                      |
| ---------------- | ------ | ---------------------------------------- |
| نیویورک          | ۷      | ۱۹۴۵, ۱۹۷۶, ۱۹۸۴, ۲۰۱۳, ۲۰۱۴, ۲۰۱۵, ۲۰۱۹ |
| اکلاهما          | ۶      | ۱۹۲۶, ۱۹۶۷, ۱۹۸۱, ۱۹۹۶, ۲۰۰۶, ۲۰۰۷       |
| کالیفرنیا        | ۶      | ۱۹۲۵, ۱۹۴۱, ۱۹۴۳, ۱۹۴۶, ۱۹۵۵, ۱۹۸۳       |
| اوهایو           | ۶      | ۱۹۲۲, ۱۹۲۳, ۱۹۳۸, ۱۹۶۳, ۱۹۷۲, ۱۹۷۸       |
| میشیگان          | ۵      | ۱۹۳۹, ۱۹۶۱, ۱۹۷۰, ۱۹۸۸, ۲۰۰۸             |
| ایلینوی          | ۵      | ۱۹۲۷, ۱۹۶۹, ۱۹۹۱, ۱۹۹۸, ۲۰۰۳             |
| پنسیلوانیا       | ۵      | ۱۹۲۴, ۱۹۳۵, ۱۹۳۶, ۱۹۴۰, ۱۹۵۴             |
| آلاباما          | ۴      | ۱۹۵۱, ۱۹۹۵, ۲۰۰۵, ۲۰۲۵                   |
| کلرادو           | ۴      | ۱۹۵۶, ۱۹۵۸, ۱۹۷۴, ۲۰۲۴                   |
| ویرجینیا         | ۴      | ۱۹۷۹, ۱۹۹۹, ۲۰۱۰, ۲۰۲۰                   |
| میسیسیپی         | ۴      | ۱۹۵۹, ۱۹۶۰, ۱۹۸۰, ۱۹۸۶                   |
| ویسکانسین        | ۳      | ۱۹۷۳, ۲۰۱۲, ۲۰۲۳                         |
| آرکانزاس         | ۳      | ۱۹۶۴, ۱۹۸۲, ۲۰۱۷                         |
| کانزاس           | ۳      | ۱۹۶۶, ۱۹۶۸, ۱۹۹۷                         |
| مینه‌سوتا         | ۳      | ۱۹۴۸, ۱۹۷۷, ۱۹۸۹                         |
| تگزاس            | ۳      | ۱۹۴۲, ۱۹۷۱, ۱۹۷۵                         |
| جورجیا           | ۲      | ۱۹۵۳, ۲۰۱۶                               |
| فلوریدا          | ۲      | ۱۹۹۳, ۲۰۰۴                               |
| هاوایی           | ۲      | ۱۹۹۲, ۲۰۰۱                               |
| کارولینای جنوبی  | ۲      | ۱۹۵۷, ۱۹۹۴                               |
| تنسی             | ۲      | ۱۹۴۷, ۱۹۸۷                               |
| یوتا             | ۲      | ۱۹۵۲, ۱۹۸۵                               |
| نیوجرسی          | ۲      | ۱۹۳۷, ۱۹۸۴                               |
| آریزونا          | ۲      | ۱۹۴۹, ۱۹۶۵                               |
| واشینگتن، دی.سی. | ۲      | ۱۹۲۱, ۱۹۴۴                               |
| آلاسکا           | ۱      | ۲۰۲۲                                     |
| داکوتای شمالی    | ۱      | ۲۰۱۸                                     |
| نبراسکا          | ۱      | ۲۰۱۱                                     |
| ایندیانا         | ۱      | ۲۰۰۹                                     |
| اورگن            | ۱      | ۲۰۰۲                                     |
| کنتاکی           | ۱      | ۲۰۰۰                                     |
| میزوری           | ۱      | ۱۹۹۰                                     |
| کارولینای شمالی  | ۱      | ۱۹۶۲                                     |
| کنتیکت           | ۱      | ۱۹۳۳                                     |